# پلیکان
پلیکان یا مرغ سقا یا لَمبَر یا حواصل (نام علمی: Pelecanidae) خانواده‌ای از پرندگان آبزی درشت‌جثه با گلویی تخصص یافته به همراه منقاری بزرگ‌اند که می‌توانند برای جمع کردن مقدار زیادی طعمه و تخلیه آب ورودی از آن استفاده کنند. این خانواده دارای هشت گونه است و متعلق به راستهٔ پلیکان‌سانان (نام علمی: Pelecaniformes) می‌باشد.

## ویژگی‌های زیستی
چهار گونهٔ سفیدرنگ پلیکان برای تخم‌گذاری روی زمین آشیانه می‌سازند و چهار گونهٔ تیره رنگ و قهوه‌ای و خاکستری از پلیکان‌ها معمولاً بر روی درختان آشیانه می‌سازند.
پلیکان‌ها از گذشته تا به امروز ارتباط تنگاتنگی با انسان‌ها در افسانه‌ها و داستان‌ها داشته‌اند. به‌طور معمول ماهیگیران و صیادان ماهی به دلیل حس رقابت با پلیکان‌ها در صید ماهی، رابطهٔ خوبی با پلیکان‌ها ندارند و معتقدند که پلیکان‌ها باعث کاهش تعداد ماهی‌ها می‌شوند. در مقابل، مهم‌ترین خطرهایی که نسل پلیکان‌ها را تهدید می‌کند تخریب زیستگاه‌های آن‌ها و تولید آلودگی‌های صنعتی توسط انسان است. در حال حاضر جمعیت سه گونه از هشت گونهٔ پلیکان‌ها مورد تهدید واقع شده و در خطر انقراض است.
یکی از ویژگی‌های بارز این پرنده، نداشتن زبان است که بر خلاف تمامی پرندگان دیگر زبان ندارد.
پلیکان‌ها جزء پرندگان غول‌پیکر محسوب می‌شوند و در بعضی از آن‌ها طول بال به ۳ متر و وزنشان به ۱۵ کیلوگرم می‌رسد و یکی از بزرگ‌ترین پرندگان پرواز کننده هستند. پلیکان‌ها دارای پروازی بلند و زیبا هستند پروازی که به ۱۰هزار پا نیز می‌رسد. آن‌ها روزانه تا ۱/۵ کیلوگرم ماهی می‌خورند و در برخی نقاط دسته‌های بسیار بزرگی تشکیل می‌دهند. به عنوان مثال در دریاچه روکوا در تانزانیا حدود ۷۵۰۰۰ پلیکان زندگی می‌کنند.

## تغذیه
غذای اصلی پلیکان‌ها ماهی است اما در کنار آن از دوزیستان، خزندگان، سخت پوستان، حشرات، پرندگان و حتی پستانداران نیز تغذیه می‌کنند. نوع و اندازهٔ طعمه‌ها بستگی به موقعیت، گونه و اندازهٔ پلیکان دارد. پلیکان‌ها مسافت‌های زیادی را برای یافتن طعمه می‌پیمایند و در شکار کردن و تخم‌گذاری و زادآوری با یکدیگر همکاری می‌کنند.

## پراکندگی جغرافیایی
پلیکان‌ها ساکن تمام قاره‌ها به جز قطب جنوب هستند و از تاسمانی تا سواحل غرب کانادا دیده می‌شود، اکثر پلیکان‌ها در مناطق گرم زندگی می‌کنند. آن‌ها را می‌توان در سراسر سواحل و کناره رودخانه‌های منتهی به دریا یافت.
|  | حواصیلان (Ardeidae)            |
|  |                                |
|  | مرغ‌مقدسیان (Threskiornithidae) |
|  |                                |

|  | \| \| سرچکشیان (Scopus umbretta) \| \| \| \| \| \| لک‌لک نیل (Balaeniceps rex) \| \| \| \| |
|  |                                                                                           |
|  | پلیکان‌ها (Pelecanus)                                                                      |
|  |                                                                                           |
|  | سرچکشیان (Scopus umbretta)                                                                |
|  |                                                                                           |
|  | لک‌لک نیل (Balaeniceps rex)                                                                |
|  |                                                                                           |

|  | سرچکشیان (Scopus umbretta) |
|  |                            |
|  | لک‌لک نیل (Balaeniceps rex) |
|  |                            |

|  | حواصیلان (Ardeidae)            |
|  |                                |
|  | مرغ‌مقدسیان (Threskiornithidae) |
|  |                                |

|  | \| \| سرچکشیان (Scopus umbretta) \| \| \| \| \| \| لک‌لک نیل (Balaeniceps rex) \| \| \| \| |
|  |                                                                                           |
|  | پلیکان‌ها (Pelecanus)                                                                      |
|  |                                                                                           |
|  | سرچکشیان (Scopus umbretta)                                                                |
|  |                                                                                           |
|  | لک‌لک نیل (Balaeniceps rex)                                                                |
|  |                                                                                           |

|  | سرچکشیان (Scopus umbretta) |
|  |                            |
|  | لک‌لک نیل (Balaeniceps rex) |
|  |                            |

|  | حواصیلان (Ardeidae)            |
|  |                                |
|  | مرغ‌مقدسیان (Threskiornithidae) |
|  |                                |

|  | \| \| سرچکشیان (Scopus umbretta) \| \| \| \| \| \| لک‌لک نیل (Balaeniceps rex) \| \| \| \| |
|  |                                                                                           |
|  | پلیکان‌ها (Pelecanus)                                                                      |
|  |                                                                                           |
|  | سرچکشیان (Scopus umbretta)                                                                |
|  |                                                                                           |
|  | لک‌لک نیل (Balaeniceps rex)                                                                |
|  |                                                                                           |

|  | سرچکشیان (Scopus umbretta) |
|  |                            |
|  | لک‌لک نیل (Balaeniceps rex) |
|  |                            |

|  | حواصیلان (Ardeidae)            |
|  |                                |
|  | مرغ‌مقدسیان (Threskiornithidae) |
|  |                                |

|  | \| \| سرچکشیان (Scopus umbretta) \| \| \| \| \| \| لک‌لک نیل (Balaeniceps rex) \| \| \| \| |
|  |                                                                                           |
|  | پلیکان‌ها (Pelecanus)                                                                      |
|  |                                                                                           |
|  | سرچکشیان (Scopus umbretta)                                                                |
|  |                                                                                           |
|  | لک‌لک نیل (Balaeniceps rex)                                                                |
|  |                                                                                           |

|  | سرچکشیان (Scopus umbretta) |
|  |                            |
|  | لک‌لک نیل (Balaeniceps rex) |
|  |                            |

## نگارخانه

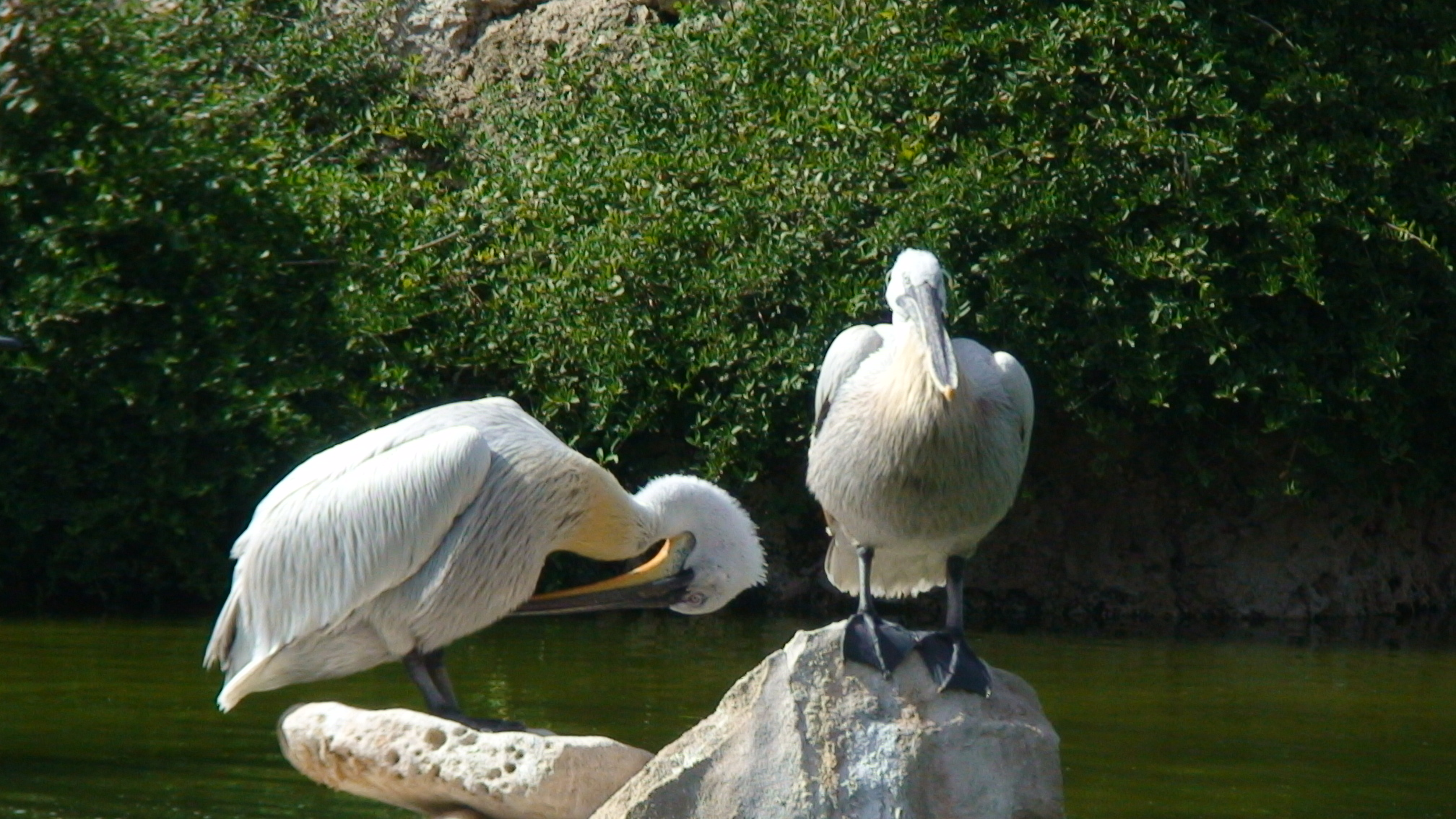
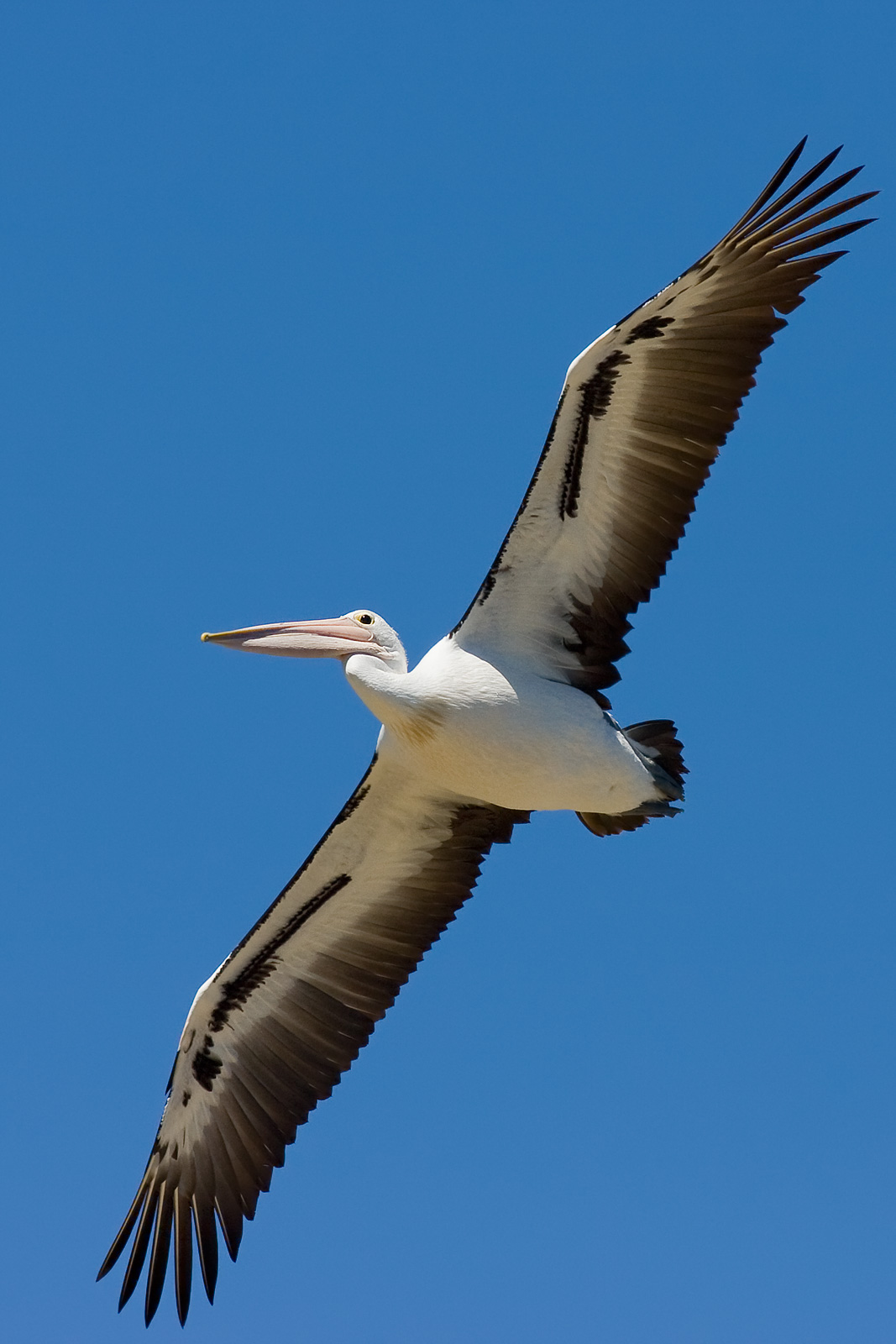
پلیکان استرالیایی در حال پرواز
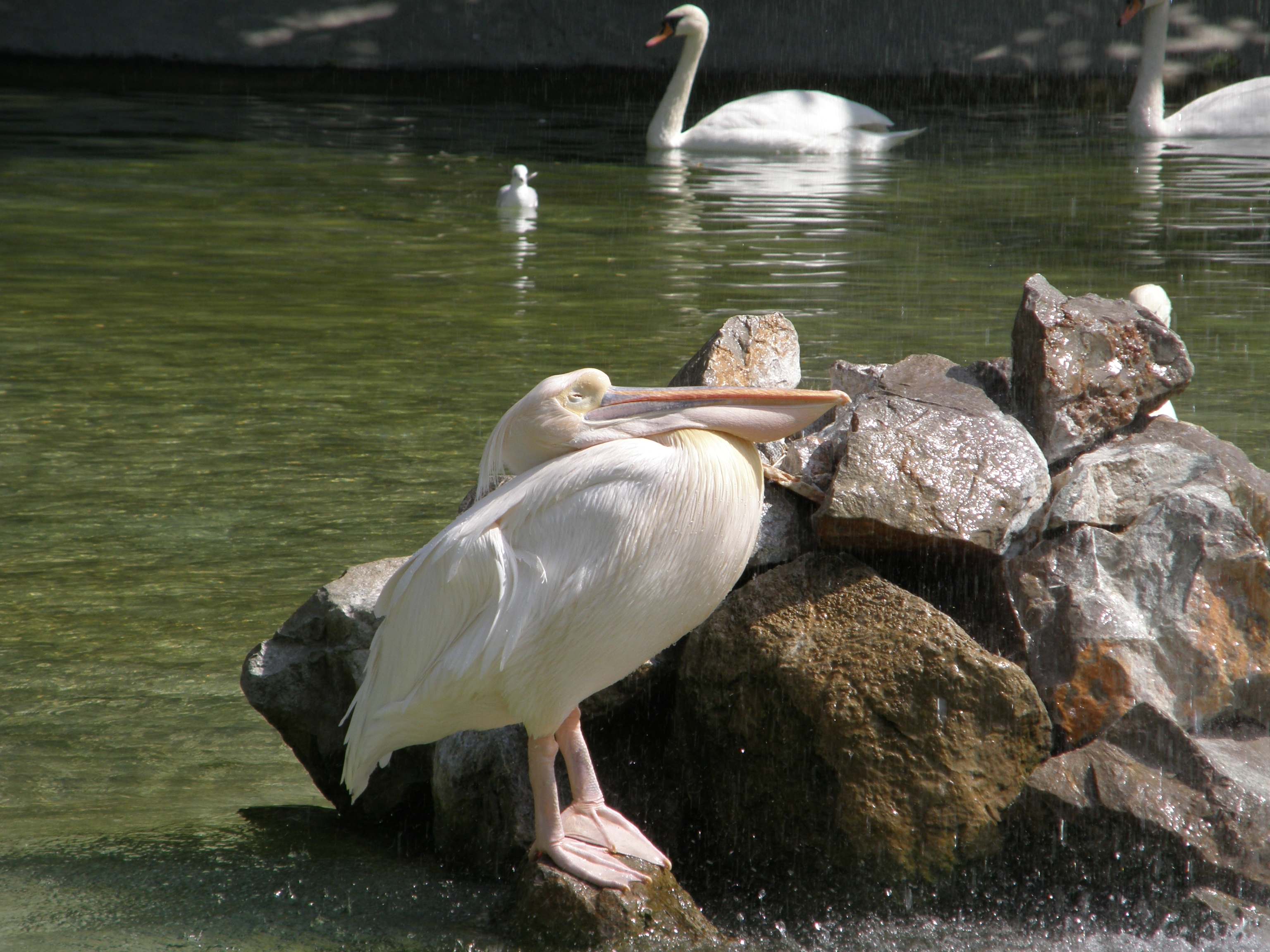